# 肃州 (辽朝)
肃州，辽朝时设置州。
重熙九年（1041年）遼國将女真百姓，设立肃州信陵军节度使于今辽宁省昌图县西25里老城镇，治所在清安县。天辅二年（1118年）女真金朝攻占肃州，为咸州支郡。皇统三年（1143年）废为清安县。隶属于咸州。